# Cosmosoma xanthomelan
Cosmosoma xanthomelan är en fjärilsart som beskrevs av Hans Zerny 1912. Cosmosoma xanthomelan ingår i släktet Cosmosoma och familjen björnspinnare. Inga underarter finns listade i Catalogue of Life.